# Chrysoperla affinis
Chrysoperla affinis là một loài côn trùng trong họ Chrysopidae thuộc bộ Neuroptera. Loài này được Stephens miêu tả năm 1836.